# Xylophanes suana
Xylophanes suana là một loài bướm đêm thuộc họ Sphingidae. Loài này có ở Bahamas.

## Sự miêu tả
Nó tương tự như Xylophanes tersa tersa nhưng phía trên thân và cánh màu xám tro đồng nhất hơn.
Con trưởng thành có thể bay quanh năm.

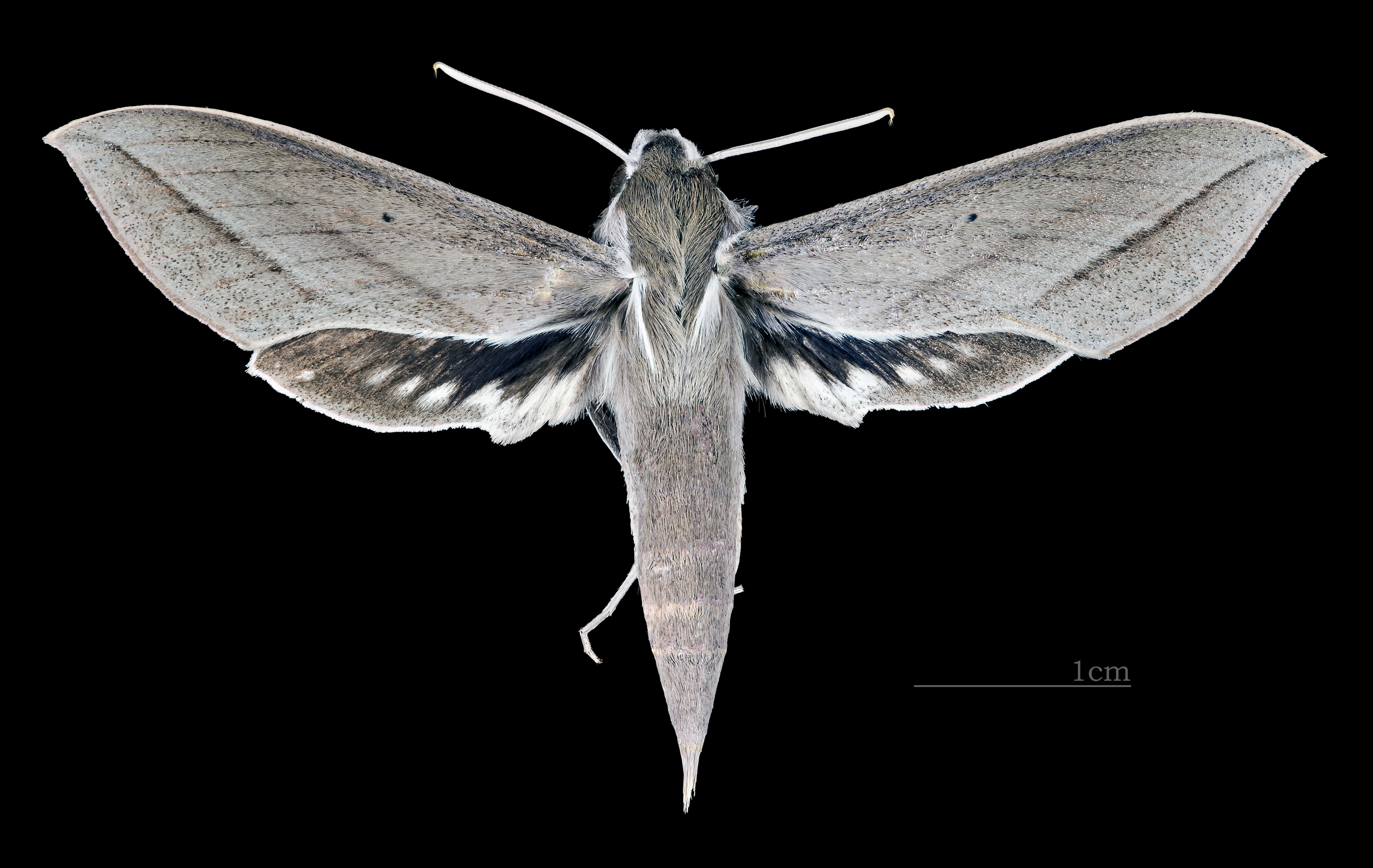
Xylophanes suana ♀
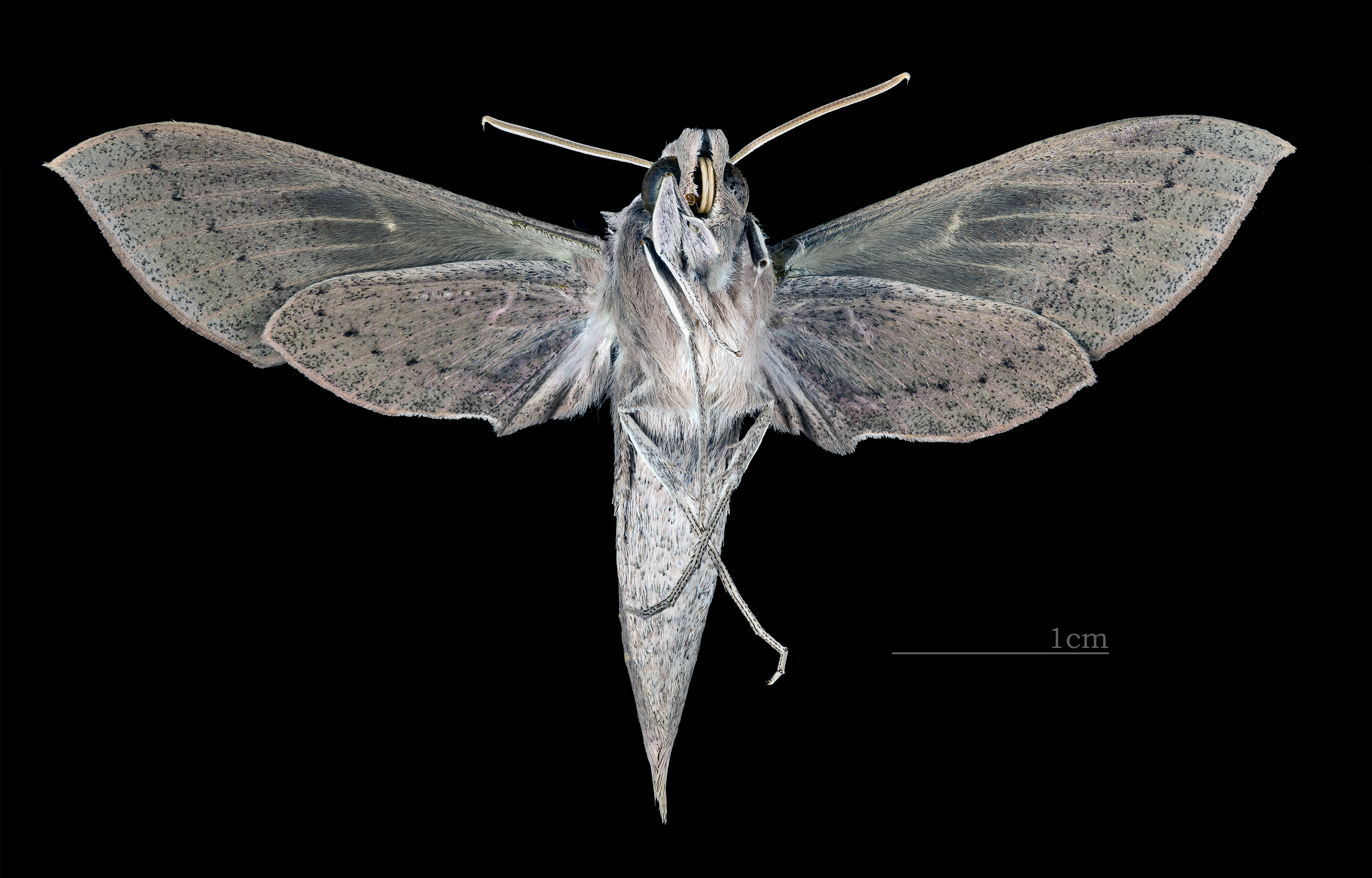
Xylophanes suana ♀ △

Ấu trùng có thể ăn Psychotria panamensis, Psychotria nervosa và Pavonia guanacastensis.